# Chiesa di San Sebastiano (Mantova)
Il tempio di San Sebastiano, altra denominazione della chiesa, è un edificio religioso di Mantova, progettato da Leon Battista Alberti e oggi adibito a famedio dei caduti. La chiesa sorge a margine del centro lungo una delle arterie principali che conducevano alla zona paludosa del Tè, appena fuori le mura, dove si trovavano le stalle dei famosi cavalli vanto della casata dei Gonzaga.

## Storia
La costruzione fu iniziata circa nel 1460, un decennio prima dell'altra realizzazione albertiana a Mantova, Sant'Andrea. Come la maggior parte dei progetti albertiani, la chiesa venne completata da Luca Fancelli. Consacrata nel 1529 la chiesa fu oggetto di un primo restauro nel 1600 e subì un arbitrario restauro completato nel 1926, quando fu separata dal convento che si congiungeva sul lato destro e furono aggiunte le due scalinate in facciata, trasformando due finestre in portali.
Il tempio è ora adibito a famedio dei caduti per la Patria.

## Descrizione

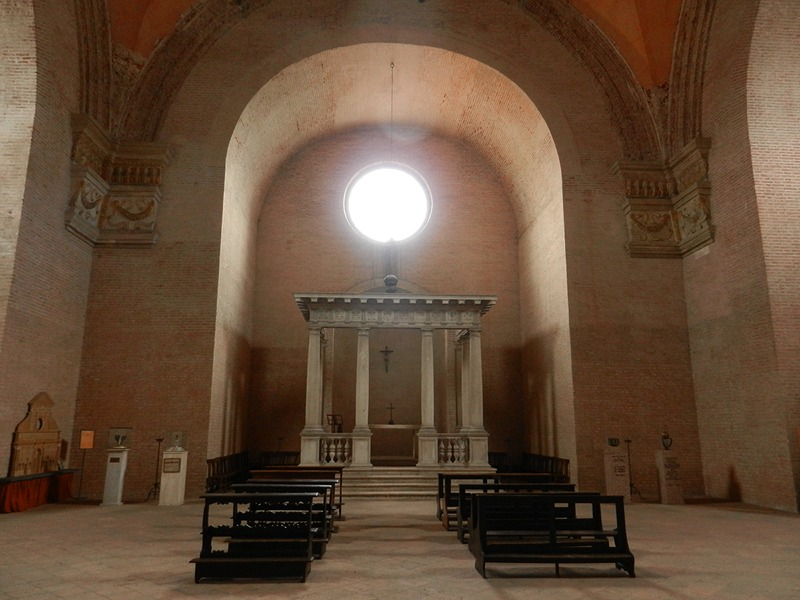
L'interno

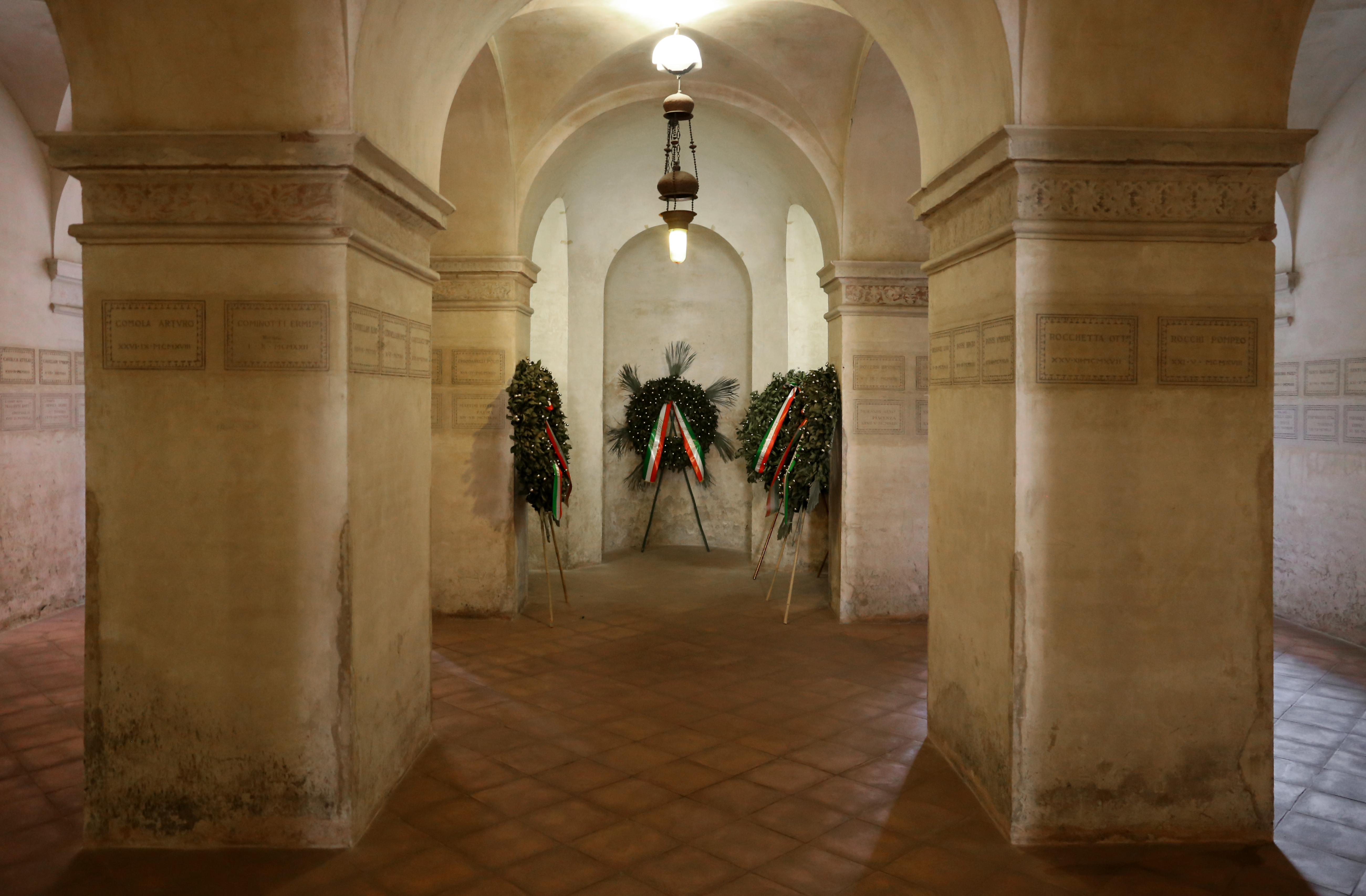
L'interno della cripta

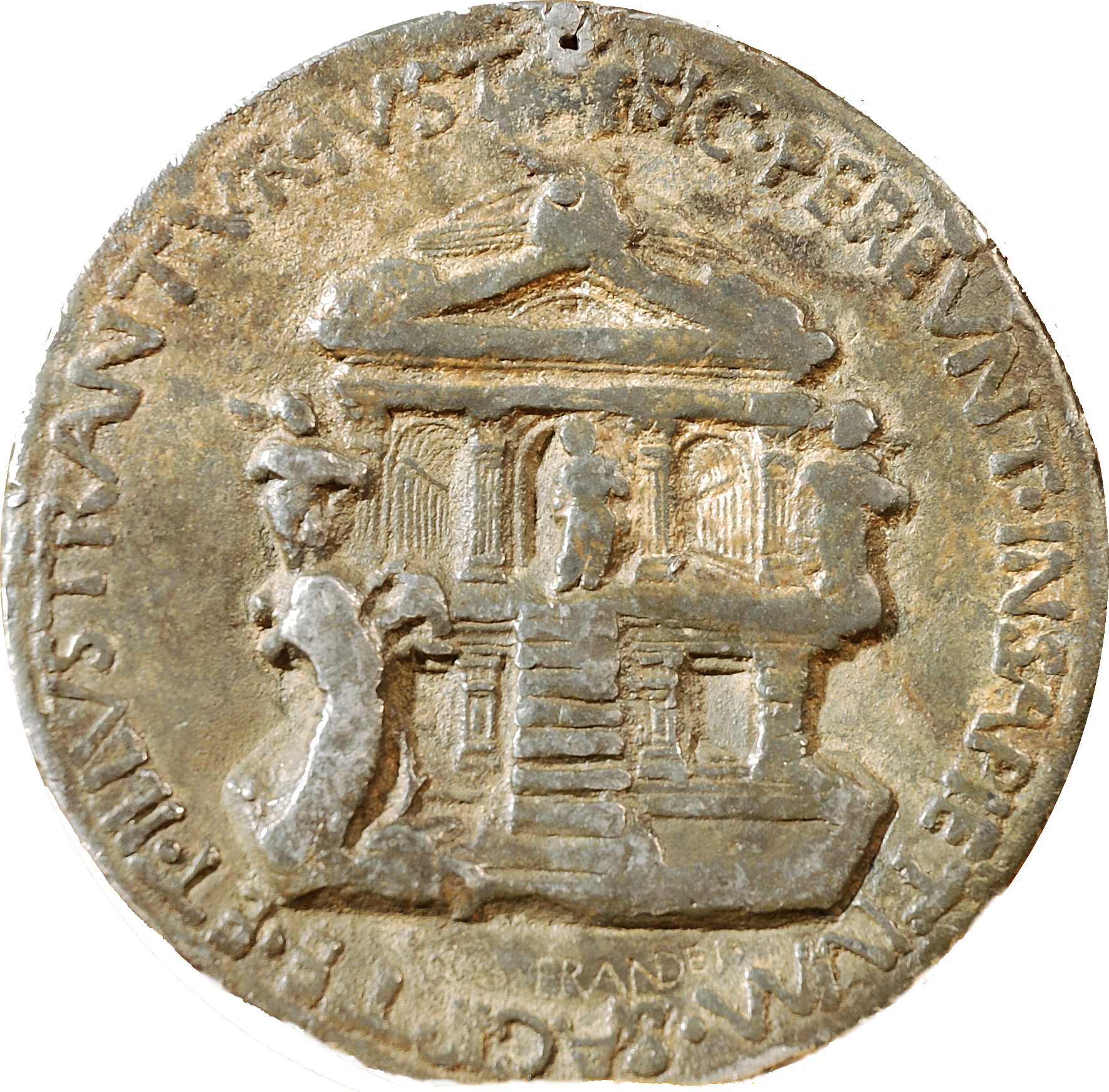
Rappresentazione della facciata di San Sebastiano sulla medaglia di Giovanni Lanfredini, senza le manomissioni novecentesche (si noti la scalinata centrale)

Alberti progettò un edificio austero e solenne, che fece da fondamento per le riflessioni rinascimentali sugli edifici a croce greca. La chiesa è divisa su due piani, con quello inferiore seminterrato, che ricorda un podio classico. Si accede al piano superiore oggi dalle due rampe di scale laterali, mentre originariamente esisteva una scala laterale a sinistra. Anche le cinque aperture del portico in facciata sono frutto del restauro. La parte superiore della facciata è originale e ricorda un'elaborazione del tempio classico, con architrave spezzato, timpano e un arco poggiante sulle estremità di una trabeazione rettilinea, a testimonianza dell'estrema libertà con cui l'architetto disponeva gli elementi. Forse l'ispirazione fu un'opera tardoantica, come l'arco di Orange.
All'interno l'impianto è centrico, a croce greca, articolato su un vano centrale, pressoché cubico e coperto da volta a crociera, da cui si dipartono tre corti bracci absidati di uguale misura.